# سالتوود
سالتوود (به انگلیسی: Saltwood) یک محله مدنی و روستا در بریتانیا است که واقع در Folkestone and Hytheمیباشد. سالتوود ۸۵۰ نفر جمعیت دارد.